# MKS Przasnysz
MKS Przasnysz – polski klub piłkarski z siedzibą w Przasnyszu. Został założony w 1923 roku jako „Węgierka” Przasnysz. W sezonie 2024/2025 gra w IV lidze, w grupie mazowieckiej.
Największym sukcesem zespołu były występy w obecnej III lidze w sezonach 1979/1980, a także w latach 1982–1984. Jednym z najbardziej znanych piłkarzy MKS Przasnysz był dwukrotny reprezentant Polski Grzegorz Wędzyński.

## Historia

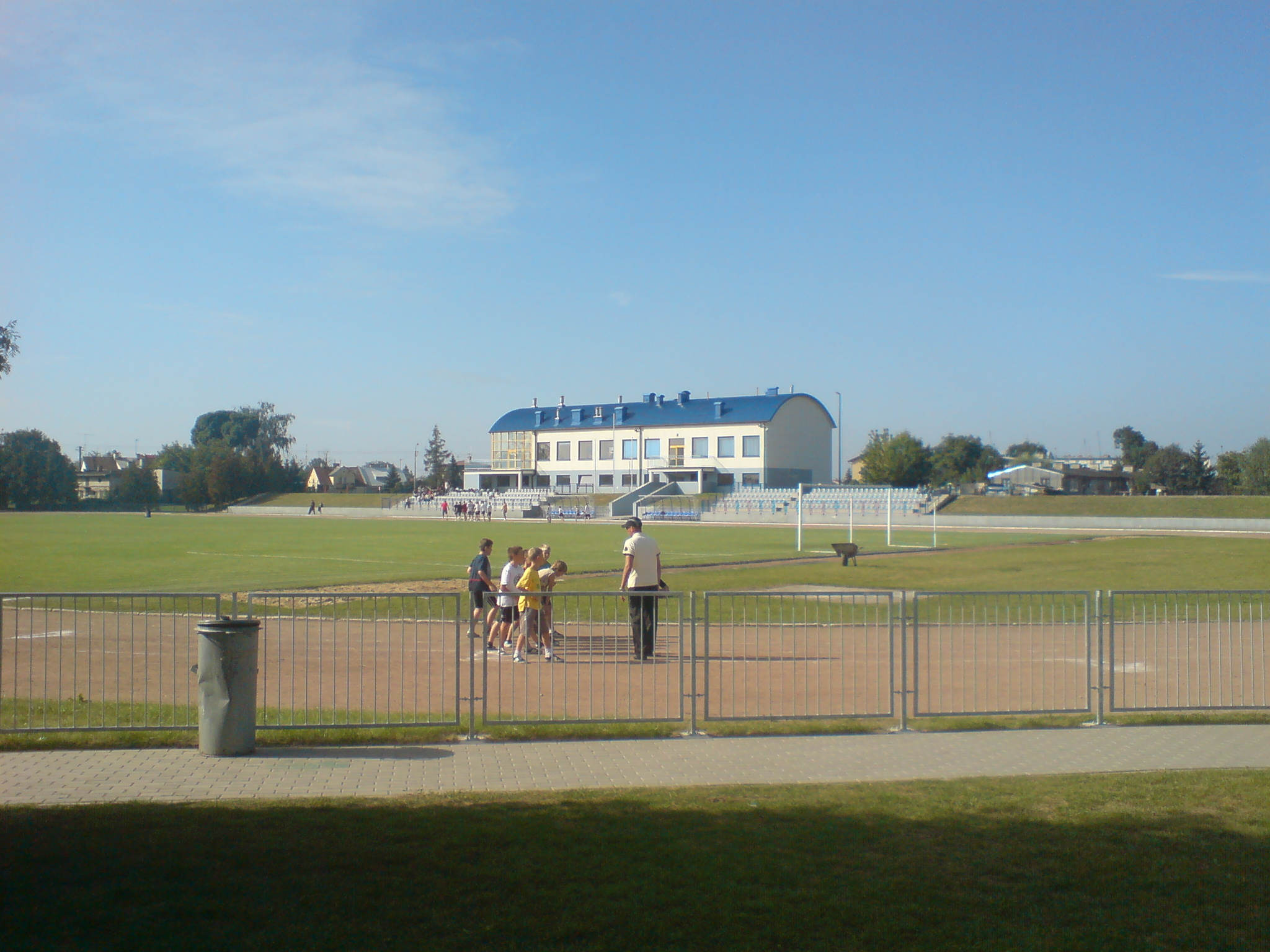
Stadion Miejski w Przasnyszu

Klub Sportowy „Węgierka” powstał w 1923. Był pierwszym klubem sportowym w Przasnyszu, a jego prezesem został jeden z zawodników, Stanisław Opalach. Pierwszy oficjalny mecz, jaki rozegrała drużyna z Przasnysza, zakończył się sporym niepowodzeniem. Piłkarze ulegli drużynie WKS z Działdowa aż 11:0. Po wojnie klub objął Czesław Białoszewski. W roku 1948 „Węgierka” odnosiła takie zwycięstwa, jak 16:1 i 7:0 z Mławą. Drużyna często zmieniała nazwę zespołu, m.in. na Związkowiec, Start i LZS „Grom” Przasnysz. W sezonie 1967/1968 klub po szybkich awansach z klas C, B i A doszedł do ligi okręgowej. Pierwsze wygrane wówczas spotkanie zespołu obserwowało z trybun 3 tysiące kibiców. W sezonie 1979/1980 ówczesny KS „ZWAR” (Zakłady Wytwórcze Aparatury Rozdzielczej) Przasnysz osiągnął jeden ze swoich największych sukcesów w historii – awansował do III ligi (obecnie II liga). W tym samym sezonie zespół doszedł do 1/16 Pucharu Polski. Po roku drużyna spadła do ligi okręgowej, by w latach 1982–1984 ponownie występować w obecnej III lidze. W 2000 zespół zmienił nazwę na obecną. 8 lat później, w roku 2008 klub świętował swoje 85-lecie. W tym samym czasie drużyna zajęła 1 miejsce w klasie okręgowej i od sezonu 08/09 występuje w IV lidze, do której awansowała po kilku latach występów w klasie okręgowej.

## Ostatnie sezony[1]
| Sezon   | Poziom | Liga                                                    | Miejsce | Puchar                                                                      |
| ------- | ------ | ------------------------------------------------------- | ------- | --------------------------------------------------------------------------- |
| 2007/08 | 6      | Liga okręgowa, grupa: Ciechanów-Ostrołęka               | 1       | -                                                                           |
| 2008/09 | 5      | IV liga, grupa mazowiecka (północ)                      | 8       | Mazowiecki ZPN: I runda                                                     |
| 2009/10 | 5      | IV liga, grupa mazowiecka (północ)                      | 5       | Mazowiecki ZPN - Ciechanów-Ostrołęka: 1/4 finału                            |
| 2010/11 | 5      | IV liga, grupa mazowiecka (północ)                      | 6       | Mazowiecki ZPN - Ciechanów-Ostrołęka: 1/4 finału                            |
| 2011/12 | 5      | IV liga, grupa mazowiecka (północ)                      | 8       | Mazowiecki ZPN - Ciechanów-Ostrołęka: II runda                              |
| 2012/13 | 5      | IV liga, grupa mazowiecka (północ)                      | 2       | Mazowiecki ZPN - Ciechanów-Ostrołęka: V runda                               |
| 2013/14 | 5      | IV liga, grupa mazowiecka (północ)                      | 8       | Mazowiecki ZPN - Ciechanów-Ostrołęka: IV runda                              |
| 2014/15 | 5      | IV liga, grupa mazowiecka (północ)                      | 6       | Mazowiecki ZPN - Ciechanów-Ostrołęka: V runda                               |
| 2015/16 | 5      | IV liga, grupa mazowiecka (północ)                      | 2       | Mazowiecki ZPN - Ciechanów-Ostrołęka: Zwycięstwo Mazowiecki ZPN: I runda    |
| 2016/17 | 5      | IV liga, grupa mazowiecka (północ)                      | 9       | Mazowiecki ZPN - Ciechanów-Ostrołęka: Zwycięstwo Mazowiecki ZPN: I runda    |
| 2017/18 | 5      | IV liga, grupa mazowiecka (północ)                      | 9       | Mazowiecki ZPN - Ciechanów-Ostrołęka: Finał Mazowiecki ZPN: I runda         |
| 2018/19 | 5      | IV liga, grupa mazowiecka (północ)                      | 2       | Mazowiecki ZPN - Ciechanów-Ostrołęka: Finał                                 |
| 2019/20 | 5      | IV liga, grupa mazowiecka (północ)                      | 6       | Mazowiecki ZPN - Ciechanów-Ostrołęka: 1/2 finału                            |
| 2020/21 | 5      | IV liga, grupa mazowiecka (Ciechanów, Ostrołęka, Płock) | 5       | Mazowiecki ZPN - Ciechanów-Ostrołęka: Zwycięstwo Mazowiecki ZPN: 1/2 finału |
| 2021/22 | 5      | IV liga, grupa mazowiecka I                             | 10      | Mazowiecki ZPN - Ciechanów-Ostrołęka: 1/4 finału                            |
| 2022/23 | 5      | IV liga, grupa mazowiecka                               | 14      | Mazowiecki ZPN - Ciechanów-Ostrołęka: 1/4 finału                            |
| 2023/24 | 6      | V liga, gr. mazowiecka I                                | 1       | Mazowiecki ZPN - Ciechanów-Ostrołęka: 1/2 finału                            |
| 2024/25 | 5      | IV liga, gr. mazowiecka                                 | 9       | Mazowiecki ZPN - Ciechanów-Ostrołęka: 1/4 finału                            |